# 泉州市博物馆
泉州市博物馆位于福建省泉州市丰泽区的清源山下、西湖公园北侧，是福建省泉州市一座以泉州历史文化为主题，融合陈列展览、文物收藏、学术研究、文化交流、旅游观光为一体的的综合性博物馆。

## 历史沿革

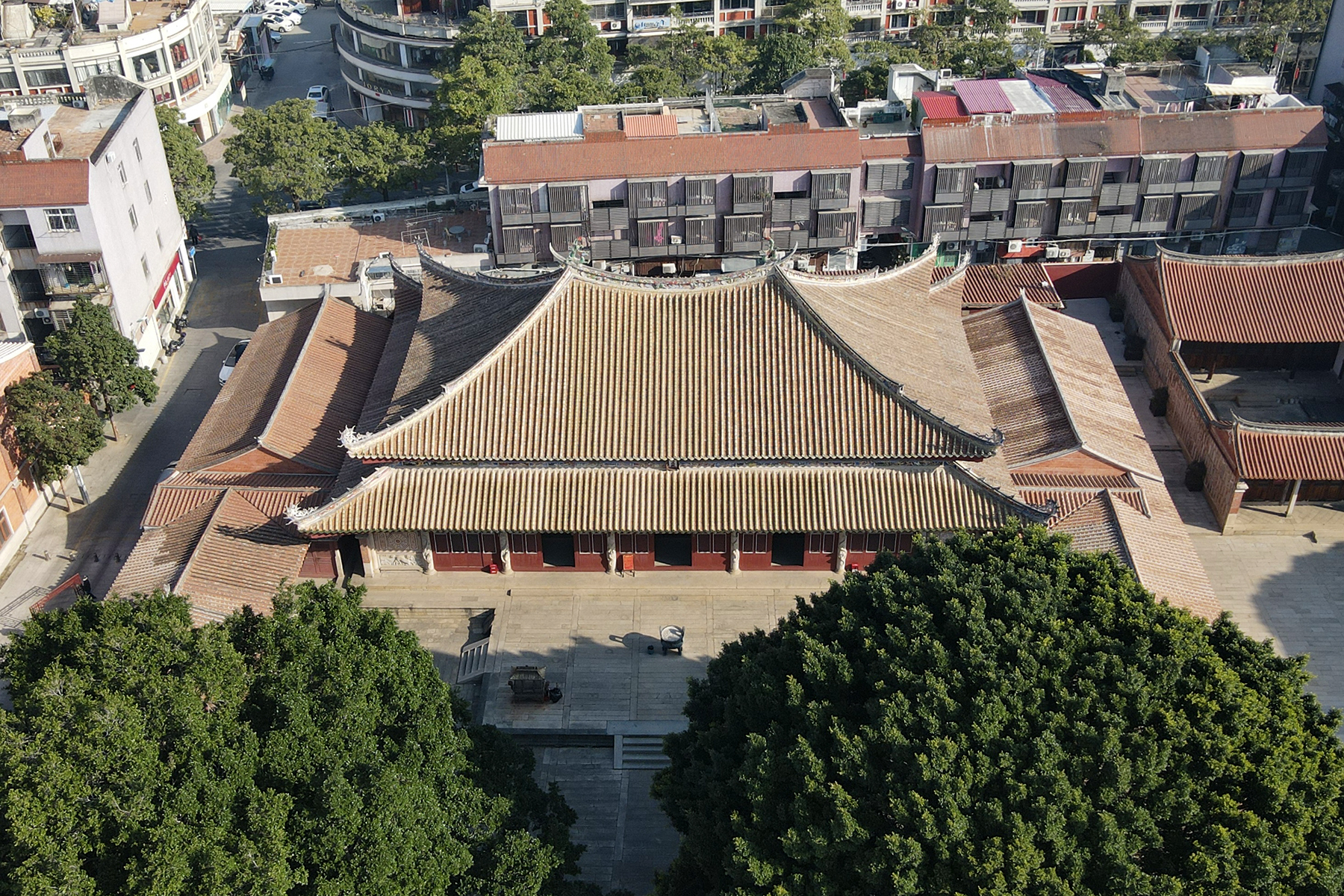
泉州府文庙，1985年—2004年泉州市博物馆所在地

1984年1月，泉州有关部门在泉州府文庙大成殿筹建泉州市博物馆，隶属泉州市文化局管辖，兼管府文庙建筑。1985年1月正式成立，1987年1月对外开放，展有府文庙、泉州古名人、教育史等相关内容。2001年，中共泉州市委、泉州市人民政府计划在北清东路建设闽南建筑风格的新馆，2002年9月正式开工建设，并在2005年1月1日落成开馆。2002年，联合国教科文组织在泉州市博物馆设立“世界多元文化展示中心”，2009年，国家文物局将泉州市博物馆公布为首批国家二级博物馆。

## 展览规模
泉州市博物馆的建筑为中国庭园合院式的闽南建筑风格，亦结合了西方广场式建筑风格，整体建筑面积约16000平方米，其中展厅面积占8690平方米，库房和办公面积分别占900平方米及600平方米。正门为仿古牌楼，上刻有石雕，主题建筑以南楼为主楼，东、西、北三幢建筑为辅助，屋顶为传统的三重檐式。博物馆馆藏文物超过一万件，其中有400余件珍贵文物（国家一级、二级、三级文物），展览内容不仅包括文物，亦包括当地的民俗文化，如南戲、南音、南建筑和南少林等。
泉州市博物馆设有四个基本陈列。主楼二楼为“泉州历史文化”展，自开馆以来即有展出，展出面积1600平方米，展线长980米，通过展出2400余件实物以及若干图片、拓片、沙盘、浮雕等展品，展现泉州的历史发展、著名人物等相关内容；“世界闽南文化展示中心”展位于主楼二、三楼，2013年6月17日开放展示，展出面积2440平方米，展线长605米，展示闽南文化及其发展与传播；主楼四楼设有“金色的记忆——中华人民共和国第六届农民运动会纪实”，展陈面积1260平方米，展线长375米，以图片、实物、场景等形式展出2008年11月—12月在泉州举办的农民运动会相关内容；后座二楼为“泉州南音·戏曲艺术”展，展厅面积1200平方米，原于2002年设于泉州市文化艺术中心，2005年迁展于市博物馆，以图文与实物的方式展示泉州地区的各类非物质文化遗产。
除基本陈列外，泉州市博物馆亦有举办数次临时展览，如“中国藏传佛教文物展”“奥林匹克与中国大型展览”“东亚海洋考古收获图片展”等，亦与上海市历史博物馆、三明市博物馆等机构联合办展。在博物馆之外，泉州市博物馆还在新加坡金沙藝術科學博物館、福建博物院等机构举办过交流展览。每年5月18日的国际博物馆日，泉州市博物馆会定期举行鉴宝活动，邀请文博鉴定专家点评藏品、科普相关知识，此外，博物馆还会举办陶艺制作等陶瓷相关的主题活动。